# Stornäbbad häger
Stornäbbad häger (Ardea sumatrana) är en asiatisk och australisk fågel i familjen hägrar inom ordningen pelikanfåglar.

## Utseende och läten
Stornäbbad häger är en mycket stor (100–115 cm) häger med som namnet avslöjar en kraftig näbb. Fjäderdräkten är mestadels grå med ljus strupe. Häckande fåglar har vitaktiga plymer på nacke, skapularer och bröst. Arten anses vara mycket ljudlig, med djupa, gutturala och ekande, nästan vrålande läten.

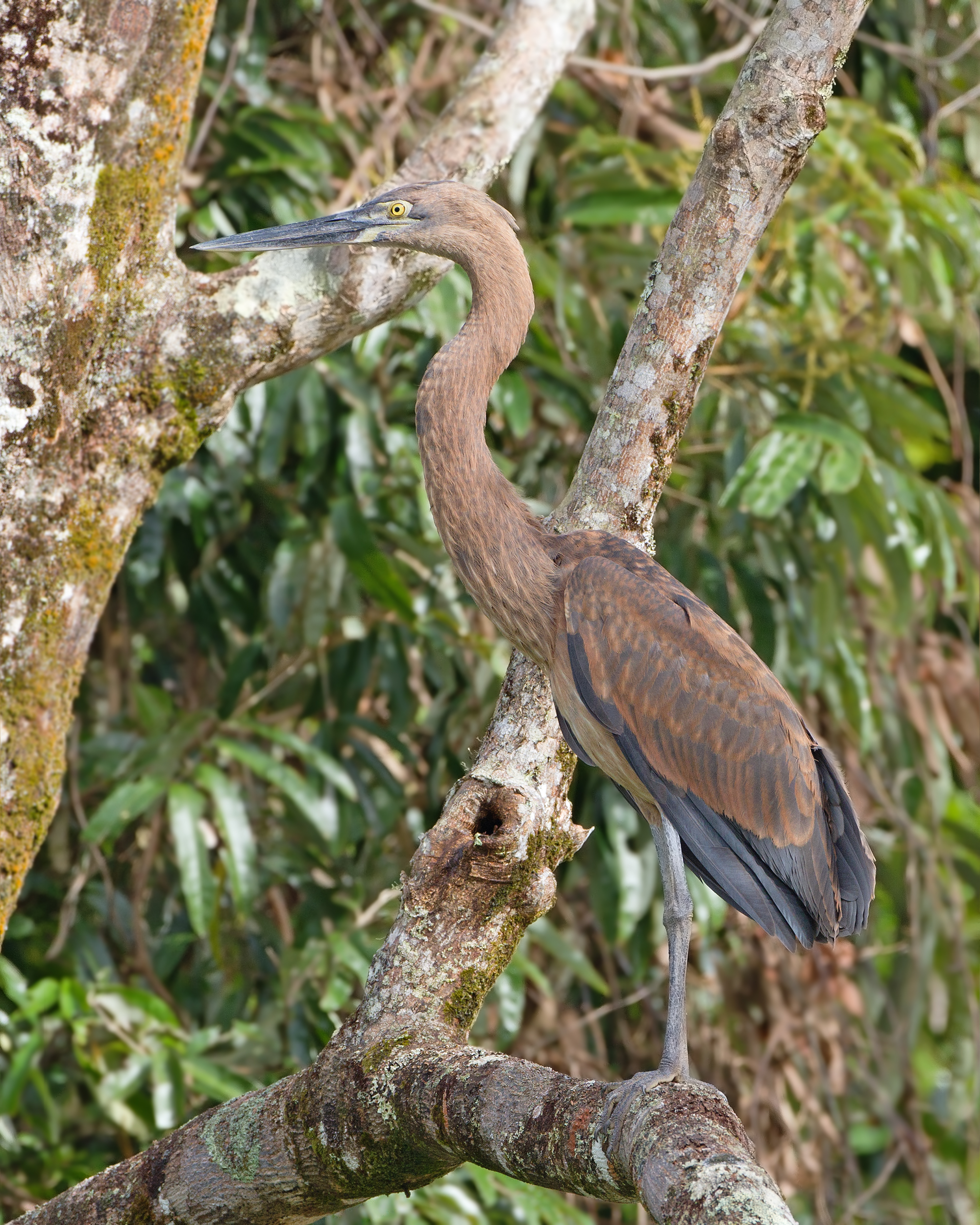
En juvenil fågel vid Daintree River, Queensland, Australien.
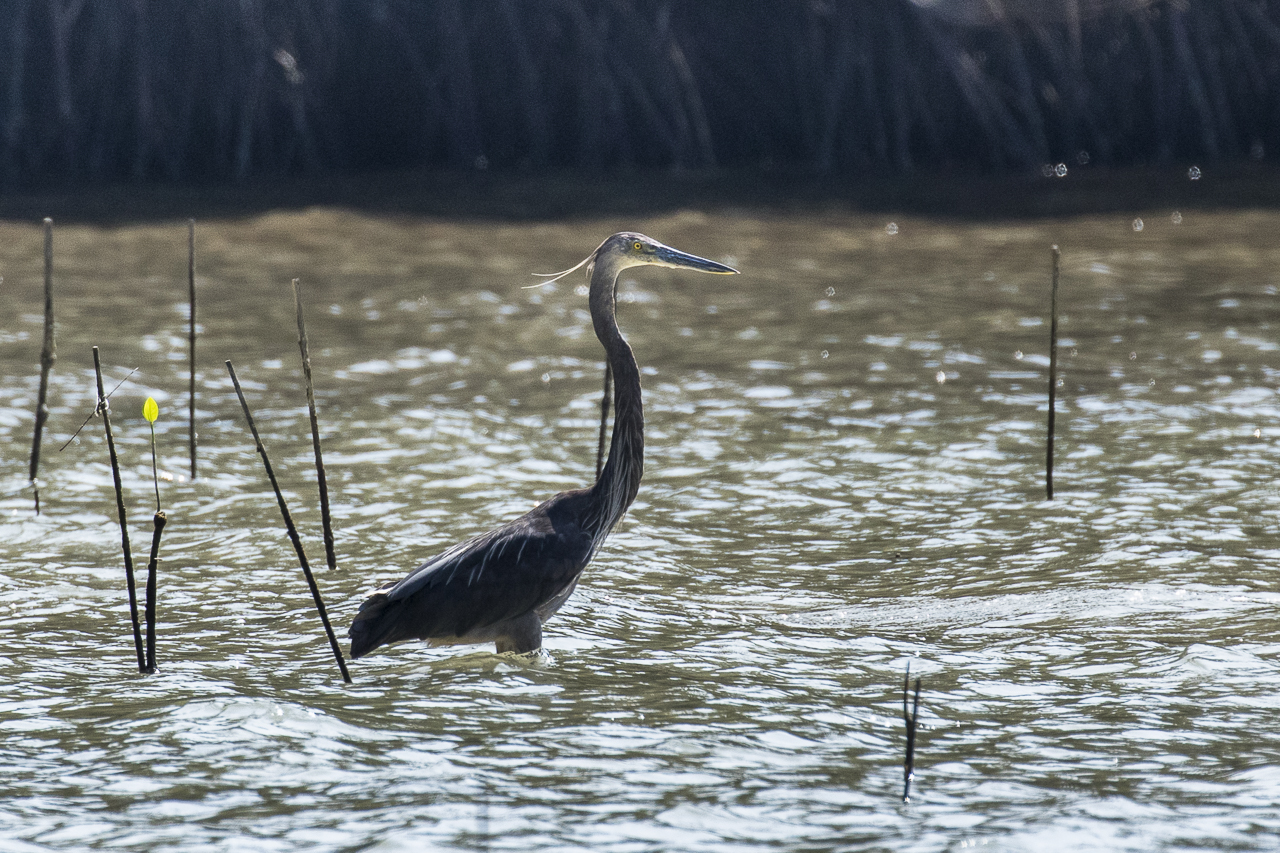
En individ i Baluran National Park på östra Java, Indonesien.
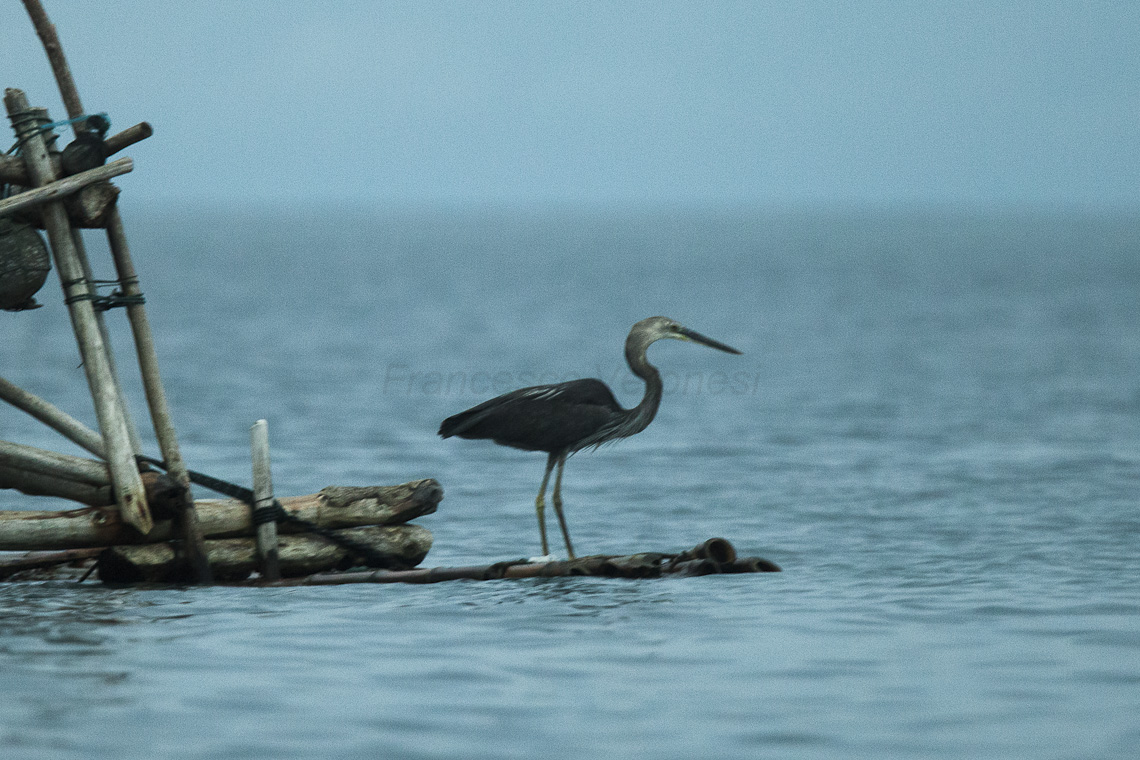
På Sulawesi.

## Utbredning och systematik
Stornäbbad häger behandlas antingen som monotypisk eller delas in i två underarter med följande utbredning:
- Ardea sumatrana sumatrana – förekommer utmed kusten från Myanmar, Thailand och södra Vietnam till Stora och Små Sundaöarna, österut till Filippinerna, Västpapuanska öarna, Aruöarna och låglänta delar av Nya Guinea inklusive Biak; äldre fynd från Nikobarerna är obekräftade
- Ardea sumatrana mathewsae – förekommer i kustnära norra Australien

## Levnadssätt
Stornäbbad häger är kustlevande med förkärlek för tidvattensslätter och mangroveträsk med inslag av större träd. Födan är dåligt känd, men har noterats ta fisk, på Borneo slamkrypare, samt krabbor och andra kräftdjur.

## Status och hot
Arten har ett stort utbredningsområde och en stor population, men tros minska i antal, dock inte tillräckligt kraftigt för att den ska betraktas som hotad. Internationella naturvårdsunionen IUCN kategoriserar därför arten som livskraftig (LC). Världspopulationen uppskattas till mellan 12 000 och 73 000 vuxna individer.